# Ажгибков, Василий Васильевич
Василий Васильевич Ажгибков (13 января 1901 — 6 сентября 1972) — генерал-майор танковых войск ВС СССР, начальник Казанского танкового училища (апрель 1941 — ноябрь 1942).

## Биография

### Довоенные годы
Родился 13 января 1901 года[по какому календарю?] в деревне Демидовка Каргопольского уезда Олонецкой губернии (нынешний Каргопольский район Архангельской области) в крестьянской семье. Русский. Окончил два класса педагогических курсов в 1920 году, 29 мая того же года был призван в РККА, служил в 38-м запасном пехотном полку. С августа 1920 года — курсант 4-х Пертроградских пехотных курсов комсостава, в сентябре переведён в 1-ю Ленинградскую артиллерийскую школу, которую окончил в 1923 году. С октября 1923 года — орудийный начальник, командир взвода 2-й отдельной железнодорожной батареи 3 АОН (Ленинградский военный округ. В октябре 1924 года назначен начальником стрелковой части и помощником командира 12-й батареи Ленинградского военного округа.
С октября 1925 по октябрь 1926 года был слушателем КУКС зенитной артиллерии РККА. С октября 1926 года — временно исполняющий должность командира 9-й батареи 20-го артиллерийского полка, в июне 1927 года назначен командиром 3-й батареи 1-го конного дивизиона 4-й артиллерийской бригады, с октября 1929 года помощник командира дивизиона конной тяги в той же бригаде. В июле 1930 года стал слушателем факультета механизации и моторизации Военно-технической академии РККА имени Дзержинского. В мае 1932 года стал слушателем командного факультета Военной академии моторизации и механизации РККА имени Сталина, которую окончил в июне 1935 года.
После окончания академии назначен начальником штаба учебного танкового батальона в Киевском особом военном округе. 17 февраля 1936 года произведён в капитаны, 24 апреля 1937 года — в майоры. Член ВКП(б) с 1937 года, в июле того же месяца назначен исполняющим должность командира батальона боевого обеспечения 22-й механизированной бригады. С января 1938 года в распоряжении Управления кадров Красной армии. 13 января 1939 года произведён в полковники. Находился в командировке в Монголии, участник боёв на реке Халхин-Гол с 20 мая по 5 сентября 1939 года (инструктор автобронетанкового управления при штабе МНРА). 14 апреля 1941 года назначен начальником Казанского бронетанкового училища.

### Годы войны
Начало войны встретил в должность начальника Казанского училища, пост занимал до ноября 1942 года (в распоряжении 2-го бронетанкового училища). С 1 декабря 1942 года — командир 51-й танковой бригады (в должность утверждён в феврале 1943 года), лично руководил частями бригады на поле боя. 27 февраля 1942 года был тяжело ранен под Барвенково, с марта по август 1943 года находился на излечении в госпитале и в отпуске по болезни. В августе того же года назначен начальником 3-го Харьковского танкового училища. Генерал-майор танковых войск (15 декабря 1943 года). С 6 апреля 1945 года проходил стажировку на фронте как заместитель командира 9-го танкового корпуса. Участник боёв за Берлин.

### После войны
С апреля 1946 года назначен начальником 2-го отдела Управления ВУЗ командующего БТиМВ, с декабря 1947 года — заместитель по огневой подготовке начальника того же управления. С 6 июля 1950 по 16 февраля 1951 года — слушатель ВАК при Высшей военной академии им. К. Е. Ворошилова. С 15 февраля 1951 года был в распоряжении 10-го отдела 2-го Главного управления Генштаба Советской армии, занимал пост советника командующего БТиМВ округа в КНР. С 23 января по 15 ноября 1954 года снова был слушателем ВАК в академии имени Ворошилова.
14 февраля 1955 года занял пост заместителя начальника военной кафедры МВТУ им. Баумана. Уволен в запас 11 ноября 1958 года по статье 59б.
Умер 6 сентября 1972 года. Похоронен на Введенском кладбище (уч. 29).

## Награды
СССР
- Орден Ленина
  - 7 апреля 1943 — за образцовое выполнение заданий Командования на фронте в борьбе с немецкими захватчиками и проявленные при этом доблесть и мужество[3]
  - 6 ноября 1945 — за долголетнюю и безупречную службу в Красной Армии[6]
- Орден Красного Знамени
  - 3 ноября 1944 — за долголетнюю и безупречную службу в Красной Армии[7]
  - 15 ноября 1950 — за выслугу лет (30 лет)[8]
- Орден Отечественной войны I степени (25 мая 1945) — за образцовое выполнение заданий Командования на фронте в борьбе с немецкими захватчиками и проявленные при этом доблесть и мужество[4]
- Орден Красной Звезды[3]
- Медаль «За отвагу»[4] (17 ноября 1939)
- Медаль «За победу над Германией в Великой Отечественной войне 1941—1945 гг.» (31 августа 1945)[9]

 Монголия
- Орден Полярной звезды (1939)[4]
- Медаль «30 лет Халхин-Гольской Победы» (15 августа 1969)
- Медаль «50 лет Монгольской Народной Армии» (15 марта 1971)

## Память
- На могиле установлен надгробный памятник на Введенскоv кладбище Москвы.
- Имя воина увековечено в Главном Храме Вооружённых сил России, и навсегда запечатлено на мемориале «Дорога памяти» [10]